# Girolamo Priuli
Girolamo Priuli (* 26. Januar 1476; † 7. Juli 1547) war ein venezianischer Kaufmann, Bankier und Chronist.
Von 1493 bis 1498 lebte er als Kaufmann in London. In Venedig, wo er ab 1498 dem Großen Rat angehörte, betrieb er zusammen mit seinen Brüdern Francesco und Vincenzo die Handelsgeschäfte der Priuli, er war vor allem für die finanziellen Transaktionen zuständig. Am 15. März 1507 eröffnete er seine eigene Bank am Rialto, was ihm den Beinamen „dal banco“ einbrachte. 1513 musste er seine Bankgeschäfte jedoch aufgeben. In den Folgejahren war er in verschiedene finanzielle Streitigkeiten verwickelt, 1517 verbrachte er sogar einige Monate im Gefängnis. Trotz alledem war er weiterhin sehr wohlhabend und trat als Stifter von Ausschmückungen in Kirchenbauten in Erscheinung.
Als historische Quelle sind seine ursprünglich acht Bände umfassenden Diarii (Tagebücher) bedeutsam, die den Zeitraum zwischen dem 1. April 1494 und dem 22. Juli 1512 abdecken. Sieben Bände sind noch im Autograph erhalten, der dritte Band (Mitte August 1506 bis Mai 1509) ist verschollen.